# Zeekr 009
Zeekr 009 — электромобиль-минивэн, выпускаемый китайской компанией  Zhejiang Geely Holding Group с 2023 года. После Zeekr 001, это второй автомобиль под брендом Zeekr.

## Описание
Автомобиль Zeekr 009 впервые был представлен в Китае в августе 2022 года. Модель базируется на платформе Sustainable Experience Architecture 1 (SEA). Продажи осуществляются с первого квартала 2023 года. Конкурентами автомобиля являются Hyundai Staria и Toyota Alphard. В июле 2024 года автомобиль прошёл рестайлинг.

## Технические характеристики
Автомобиль Zeekr 009 оснащён двумя электродвигателями мощностью 534 л. с. По сути, это первый электромобиль, оборудованный аккумулятором Qilin от CATL. Запас хода составляет 700 км по циклу NEDC.

### Общая информация
- Страна марки: Китай
- Класс автомобиля: M
- Количество дверей: 5
- Количество мест: 6
- Расположение руля: Левый

### Размеры
- Длина: 5209 мм
- Ширина: 2024 мм
- Высота: 1856 мм
- Колёсная база: 3205 мм
- Размер колёс: 255/50/R19

### Объём и масса
- Объем багажника мин/макс: 2979 л

### Трансмиссия
- Коробка передач: Автомат
- Тип привода: полный

### Подвеска и тормоза
- Тип передней подвески: независимая, пневмоэлемент
- Тип задней подвески: независимая, пневмоэлемент
- Передние тормоза: дисковые вентилируемые
- Задние тормоза: дисковые

### Эксплуатационные показатели
- Разгон до 100 км/ч: 4.5 с

### Двигатель
- Тип двигателя: Электро
- Максимальная мощность: 544 л.с. (400 кВт) об/мин
- Максимальный крутящий момент: 686 Н⋅м об/мин

### Аккумуляторная батарея
- Запас хода на электричестве: 822 км
- Ёмкость батареи: 140.0 кВт⋅ч

## Галерея

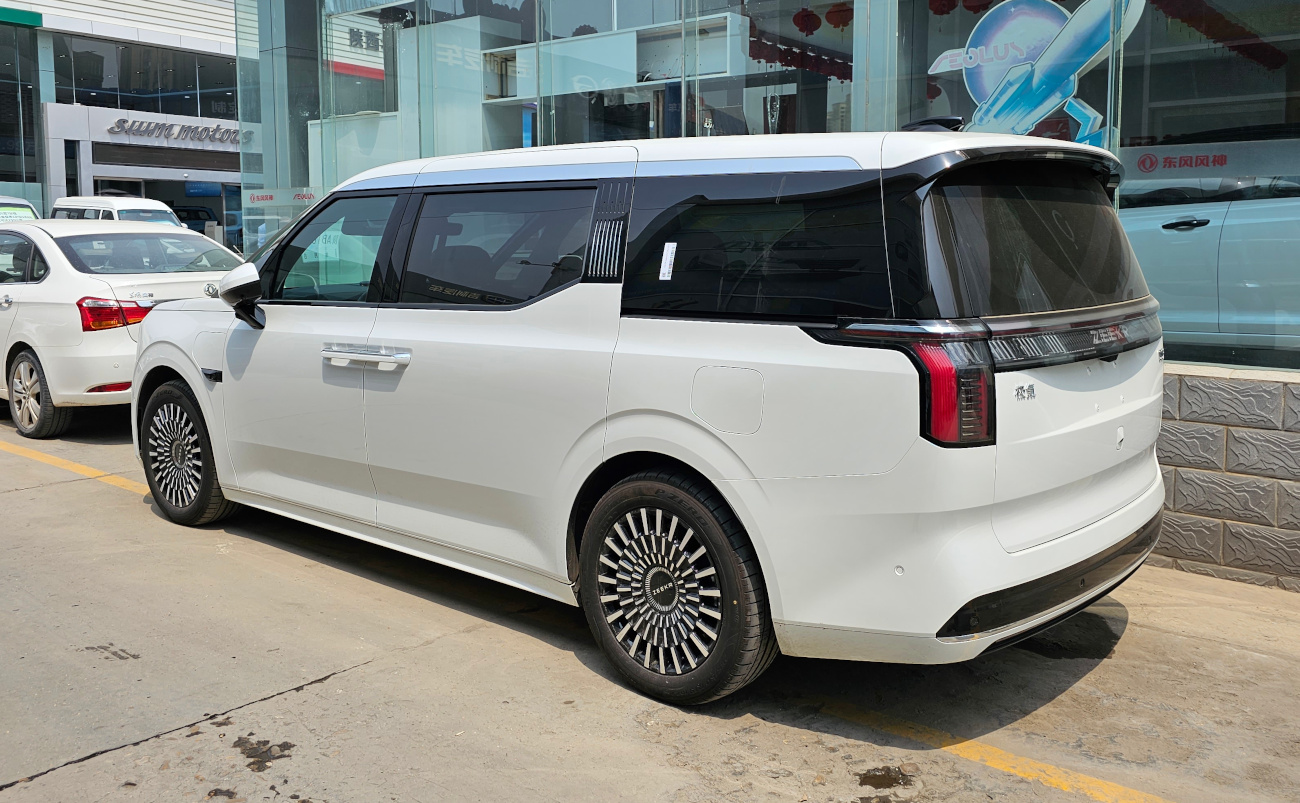
Вид сзади
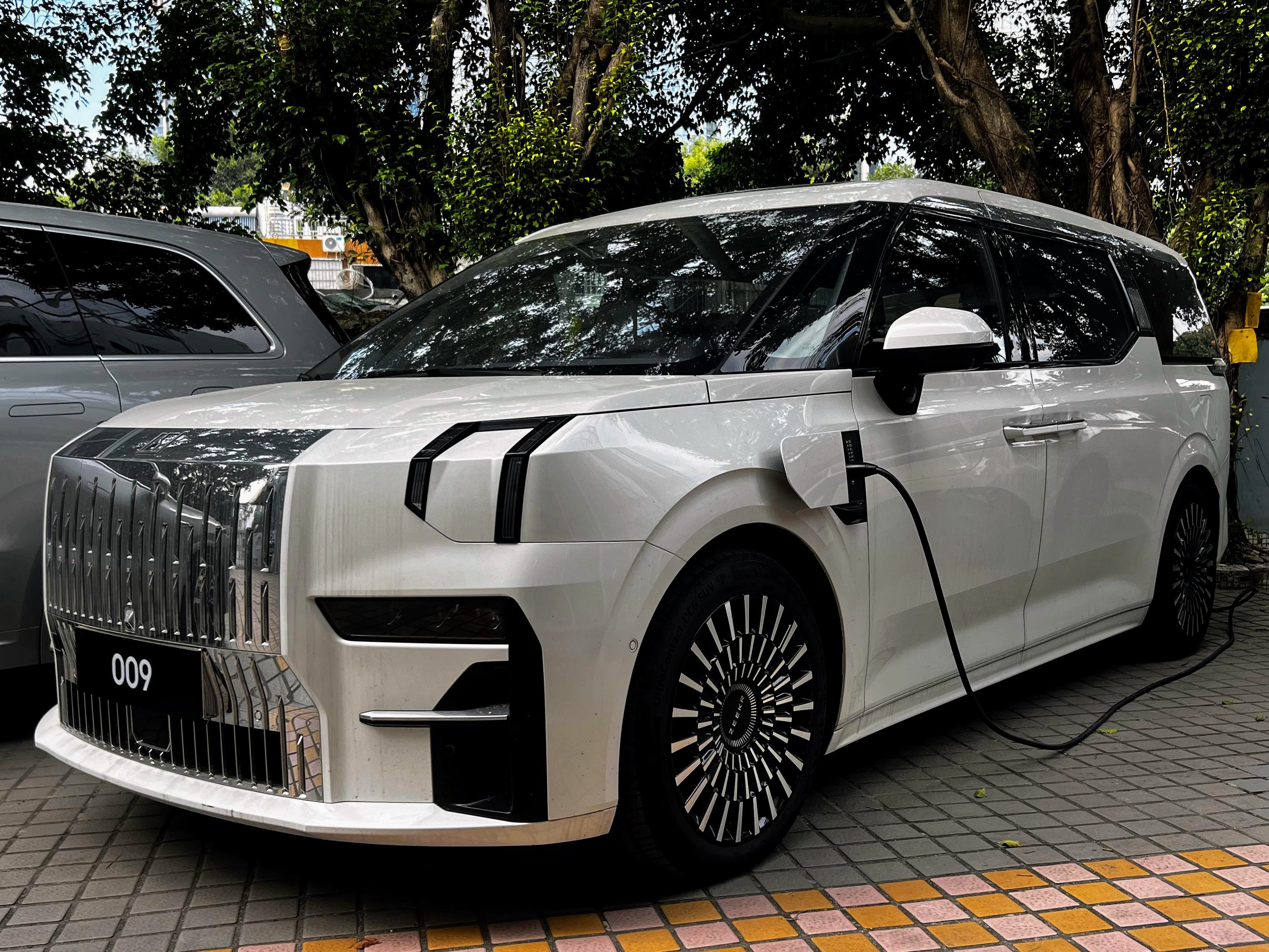
На зарядке
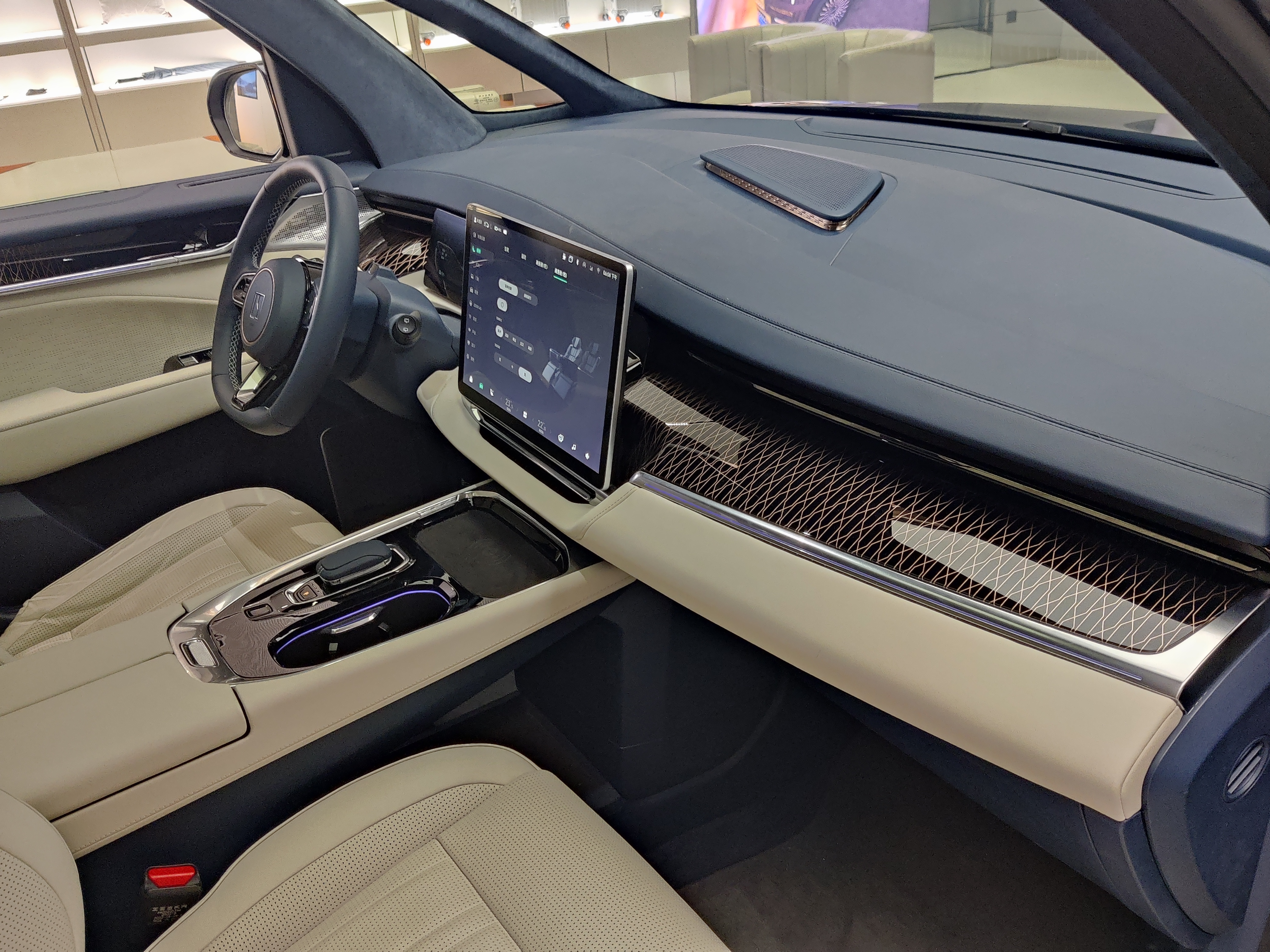
Место водителя